# Učební pomůcka
Učební pomůcka je libovolný předmět, či myšlenka, která slouží k lepšímu vysvětlení probírané látky. Umožňují při správném metodickém zakomponování do edukačního procesu efektivněji dosahovat vzdělávacích cílů. Je tím umožněno využívat účinnějších metod respektujících harmonický rozvoj edukantů. Edukanti nejsou vedeni k pouhé percepci verbálně exponovaných poznatků, ale mohou manipulovat s reálnými předměty, jejich napodobeninami, zobrazeními a symboly, čímž dochází k žádoucímu propojení vzdělávání s praxí. Mnohdy vhodně aktivizují žáky i tím, že jim umožňují experimentování a bezprostřední cílevědomé zkoumání. Vzdělávání se poté stává v mnoha ohledech atraktivnější, což jistě nemalou měrou přispívá k rozvoji pozitivních postojů ke vzdělávání. Někdy je k prezentaci učebních pomůcek třeba využít didaktickou techniku.
Učební pomůcky úzce souvisejí s uplatňováním zásady názornosti při výuce. Zásada názornosti je z dnešního pohledu jedním ze základních pedagogických principů moderního vzdělávání. Uplatňuje se v nejrozmanitějších formách na všech úrovních vzdělávání.
Moderní školství považuje učební pomůcky za integrální součást vzdělávání.